# Sultangökduva
Sultangökduva (Macropygia doreya) är en fågel i familjen duvor inom ordningen duvfåglar.

## Utseende och läte
Sultangökduvan är en stor duva med lång stjärt. Fjäderdräkten är ljusbrun på huvud och undersida, medan ovansidan är mörkare rostbrun. Hanen uppvisar endast begränsad eller ingen tvärbandning på bröstet och en ljus fläck i nacken. Honan har ordentligt tvärbandad hals. Arten är större än svartnäbbad gökduva, med ljusare undersida och obandad stjärt. Lätet är distinkt tvåtonigt, stigande på slutet: "puk-hooa".

## Utbredning och systematik
Sultangökduvan förekommer i östra Indonesien och delas in i sju underarter med följande utbredning:
- albicapilla-gruppen
  - Macropygia doreya sanghirensis  – öarna Sangihe, Siau, Tahulandang, Ruang och Talaudöarna
  - Macropygia doreya albicapilla – Sulawesi, Banggaiöarna, Tukangbesi och närliggande öar
  - Macropygia doreya atrata – ön Togian utanför Sulawesi
  - Macropygia doreya sedecima – Sulaöarna
- doreya-gruppen
  - Macropygia doreya albiceps – norra Moluckerna
  - Macropygia doreya doreya – nordvästra Nya Guinea och västpapuanska öarna
  - Macropygia doreya tusalia – Balimdalen på västra Nya Guinea

Tidigare behandlades den som en del av smalnäbbad gökduva (M. amboinensis). 

## Levnadssätt
Sultangökduvan hittas i olika miljöer som skogsområden och trädgårdar, från kusttrakter till bergsområden. Den uppträder enstaka, i par eller smågrupper.

## Status
IUCN erkänner den ännu inte som art, varför den inte placeras i någon hotkategori.